# بوران درخشندة
بوران دِرَخْشَنْدَة (بالفارسية: پوران درخشنده) (27 مارس 1951) مخرجة ومنتجة أفلام وكاتبة سيناريو إيرانية. ولدت في مدينة كرمانشاه وتخرجت في الإخراج السينمائي من المدرسة المتقدمة للتلفزيون والسينما بطهران عام 1975. قد بدأت نشاطها السينمائي في التمثيل في الأفلام، ومن ثمّ انتقلت إلى الإخراج، وكانت هي بنفسها كاتبة السيناريو والمنتجة لمعظم أفلامها أيضًا. لها أعمال سينمائية كثيرة والعديد من الأفلام القصيرة والوثائقية، إضافة إلى اهتمامها بمواضيع الأطفال والناشئين والمشردين والمعاقين في المجتمع، الأمر الذي جعلها تنال تقدير العديد من المنظمات الإنسانية المحلية والدولية وتشكل المعضلات العائلية والشبابية جزءًا آخر من الاهتمامها الاجتماعية التي كانت موضوعا رئيسيا لأفلامها.  وتُعتبر بوران درخشندة أول مخرجة أفلام بارزة إيرانية بعد الثورة الإسلامية 1979 بإخراجها فلم العلاقة في 1986. 

## سيرتها
ولدت بوران درخشندة في مدينة كرمنشاه في يوم 27 مارس 1951 / 19 جمادى الاخرة 1370 ونشأت بها. تخرجت درخشنده في الإخراج السينمائي عام 1975 من المدرسة المتقدمة للتلفزيون والسينما (مدرسه عالی تلویزیون وسینما) في طهران. 
هي عضوة في الجمعية الأمريكية للنساء المخرجات (WIF) والمخرجين المستقلين الأمريكيين (IFP) والمركز الدولي لأفلام الأطفال والمراهقين التابع لليونسكو (CIFEJ). 

## مهنتها السينمائية
بدأت حياتها المهنية من خلال إنتاج أفلام وثائقية لتلفزيون كرمانشاه ومن ثم لتلفزيون طهران. حصلت على شهادة تكريم من الدرجة الأولى في الفن تعادل الدكتوراة من وزارة الثقافة والإرشاد الإسلامي في إيران. دخلت الإذاعة والتلفزيون الوطني الإيراني في سبعينيات وأنتجت الطاعون وهو فيلم وثائقي عن مرض الطاعون في إقليم كوردستان. ثم أنتجت فيلمًا وثائقيًا عن مهرجان أربعاء سوري في 1976.

في عام 1978، أخرجت ينابيع راه هَراز المعدنية وسلسلة وثائقية ثلاثية عن الحرف اليدوية في كردستان بعنوان موج وجانماز وساجدة، و نازوك كاري ، و سجادة خشنة قصيرة القيلولة. وفي خلال 1979-1980، أنتجت درخشندة العجلات الدوامة يبحث في الكساد الاقتصادي والاجتماعي والمصنوعات المغلقة الوطنية الإيرانية. ركز فيلم شوكران على الإدمان. يستكشف الفيلم الوثائقي المكون من 17 جزءًا الصعوبات التي تواجه النساء والرجال والأطفال المدمنين على المخدرات وتهريب المخدرات ووسائل الوقاية من تعاطي المخدرات. استمر الإنتاج من 1980 إلى 1982.

قد بدأت درخشندة نشاطها السينمائي في التمثيل في الأفلام، ومن ثمّ انتقلت إلى الإخراج، وكانت هي بنفسها كاتبة السيناريو والمنتجة لمعظم أفلامها أيضًا. الفلم الأول الذي أخرجته هو العلاقة (بالفارسية: رابطه) في 1986 وهو فلم اجتماعي عائلي، بعده أخرجت طائر السعادة الصغير (بالفارسية: درنده كوچك خوشبختي) في 1987 الذي لقي ترحيبًا كبيرًا، وفي أواخر الثمانيانت، 1989، أخرجت درخشندة فلمين وهما العبور من الغبار (بالفارسية: عبور از غبار) والزمن الذي ضاع (بالفارسية: زمان از دست رفته) وهما اجتماعيان أيضًا.

حب بلا حدود عنوان فلم آخر من إخراجها ظهر سنة 1999 وهو ميلودرما يتطرّق إلى قضية الأطفال. وأخرجت فلمها الاجتماعي الآخر الرؤيا الرطبة (بالفارسية: رؤیای خیس) الذي أخرجته سنة 2005، ثم أطفال الأبديّة (بالفارسية: بچّه های ابدی) الذي يتحدّث عن قصّة شاب يعتني بأخيه المصاب بتخلّف عقليّ.

## المواضيع والأسلوب
تولى درخشندة في أفلامها اهتمامًا كبيرًا للمواضيع المتعلّقة بأطفال لديهم مشاكل في العلاقة مع الآخرين، أو مصابين بمرض جسديّ ونفسيّ معيّن. فهي تعتقد أنّها تحاول أن تُبرز بأنّ هؤلاء الأطفال ليس لديهم مشاكل، بقدر ما لدى الآخرين من مشاكل، وأنّ لديهم إمكانية إيجاد العلاقة مع الآخرين، بطريقة ربّما أفضل منهم كما تركّز في أفلامها على نقاط على نقاط القوّة عند الأطفال، وليس على نقاط الضعف. 

## حياتها الشخصية
هي مسلمة ومع الجودة الفنيّة في إنتاج أفلام للرد على السينما الغربية المتجه نحو الإسلام والشرق الأوسط.  وتدافع درخشندة عن حرية الفكر وفي عام 2009 أعلنت أن مير حسين موسوي هو الخيار الأنسب للرئاسة. 

توفيت والدتها خُوَرْ مِهْر في 22 يونيو 2013  واختارت بوران درخشندة اسم والدتها وهو من أسماء الفارسية الزرادشتية تکريمًا لها ولثقافة الفارسية لشركة أفلامه ومدرستها السينمائية التي أسستها في 22 مايو 2018.

## روابط خارجية
- بوران درخشندة على موقع IMDb (الإنجليزية)
- بوران درخشندة على موقع أول موفي (الإنجليزية)
- بوران درخشندة على موقع قاعدة بيانات الفيلم (الإنجليزية)
- بوران درخشندة على موقع كينوبويسك (الروسية)